# Quasidiscus simmondsii
Quasidiscus simmondsii är en svampart som beskrevs av B. Sutton 1991. Quasidiscus simmondsii ingår i släktet Quasidiscus, divisionen sporsäcksvampar och riket svampar.   Inga underarter finns listade i Catalogue of Life.